# Umbrella Corps
Umbrella Corps — тактичний шутер, розроблений і виданий компанією Capcom у 2016 році. Була видана для Microsoft Windows та PlayStation 4, і є спінофом серії Resident Evil. Гра отримала негативні відгуки від критиків.

## Сетинг та сюжет
Події однокористувацької складової, «Експеримент», відбуваються у 2012 та 2013 роках. Сюжет розгортається навколо агента під кодовою назвою 3A-7. Він належить до організації Umbrella Co, яка в Resident Evil 7: Biohazard, як виявилось, носить повну назву «Umbrella Corporation» — нової організації, що перейняла ім'я Umbrella. Начальство відправляє його на завдання, аби протестувати нове обладнання, зокрема, «Зомбі-джаммер». Після успішного випробування начальство вирішило вбити його, відправивши на ще більш небезпечні місії. Експеримент закінчується тим, що 3A-7 долає всі випробування й виживає після всіх операцій, тим самим настрашивши своє начальство.
Події багатокористувацької складової відбуваються у 2016 році, через три роки після подій Resident Evil 6 та 13 років після розвалу корпорації Амбрелла у 2003/2004 роках. Хоча Амбрелла була розпущена, багато цінної інформації про наукові дослідження вірусної біоорганічної зброї (БОЗ), що лишилися від їхніх минулих злодіянь, все ще чекає на своє виявлення. У грі представлені 10 конкуруючих організацій, які використовують власні спецпідрозділи, аби повернути загублені дослідження колишньої корпорації Амбрелла: Suntech Samurai Co., Suntech Ninja Co., Medvedev, Sheng-Ya Pharmaceutical, Aeolus Edge East, Aeolus Edge West, Tenenti Inc., Saurian Corporation, Akembe Chemical та Rashid-Sahir Industries.
Низка корпорацій нестримно прагнуть заволодіти останками й таємницями Амбрелли, особливо тими, що пов'язані з біологічною зброєю, і ці пошуки неминуче приводять їх до прямого конфлікту з іншими корпораціями, які прагнуть того ж самого. Як наслідок, ці глобальні корпорації відряджають найманців до низки місць, переповнених зомбі, на пошуки загублених таїнств Амбрелли.

## Ігролад
Umbrella Corps є змагальним багатокористувацьким шутером про зомбі. Гравці грають за найманців двох різних корпорацій, і їхнє завдання — співпрацювати зі своїми союзниками, щоб знищити всіх ворожих гравців. Гравці можуть грати як від першої особи, так і від третьої.
Карти гри можна описати, як «компактні бойові зони», які мають традиційні для Resident Evil елементи та оточення. У грі можна використовувати напівавтоматичні гвинтівки, дробовики, пістолети, гранати та вибухівку, а також незвичну зброю ближнього бою, як-от бойові сокири. Для ефективного переходу між картами в грі є спеціальне альпіністське спорядження, а також «рельєфні шипи», які можна використовувати для пересування по важкодоступній місцевості. Гравцям доступні три класи бійців на вибір: штурмовий, ближній бій та тактичний. Кожен клас оснащений різною зброєю.
Щоб захиститися від ворогів, гравці можуть ховатися за різними конструкціями, зокрема, за стінами. У грі реалізована система укриття під назвою «аналогове укриття», яка підсвічує об'єкти, за якими можна сховатися, синім кольором. Гравці можуть визирати з-за укриття, аби атакувати ворогів. Чим ширше гравці визирають з укриття, тим вища точність їхньої зброї. Для зменшення візуальної видимості для суперників, гравці можуть присідати або пригинатися. Втім, ці дії знижують швидкість пересування. Бойову сокиру Brainer також можна використовувати для відбивання атак ворогів. Гравці, яких вбивають, переходять у режим глядача, в якому їм розкривається місцеперебування супротивників. Вони не можуть битися, але можуть комунікувати з вцілілими членами команди.
Мапи гри кишать зомбі, але гравці оснащені гаджетом «Zombie Jammer», який дозволяє гравцям уникати виявлення зомбі їхньої присутності. Однак вони все одно можуть напасти на гравців, якщо в них вистрілити. Гравці можуть вивести з ладу «Jammer» свого супротивника за допомогою «Jammer Buster», що призведе до їхнього виявлення зомбі, а отже, змусить їх боротися з ще більшою кількістю загроз. Гравці також можуть хапати зомбі і використовувати їх як щит. У грі присутня система прогресії та кастомізації, проте більшість елементів кастомізації є суто косметичними.
У грі відсутня основна кампанія. Натомість присутній однокористувацький режим, відомий як «Експеримент». Це режим орди, який налічує 24 місії і ставить перед гравцями завдання боротися з хвилями ворогів.

## Розробка
Гра була розроблена студією Capcom в Осаці. Команда мала на меті створити гру з динамічною та швидкою баталією та розвиненим багатокористувацьким режимом, який пропонують сучасні кіберспортивні ігри на ринку. Замість великого відкритого світу, мапи в грі, як правило, невеликі та щільні. Гра зазнала значного впливу зі сторони західних шутерів. Назва азіатської версії, «Resident Evil: Umbrella Corps», була зареєстрована компанією Capcom 29 липня 2015 року, а через півтора місяці була оприлюднена на прес-конференції Sony Computer Entertainment на Токійській ігровій виставці 2015 року. Гра була запланована до випуску у травні 2016 року для Windows та PlayStation 4. Згодом реліз гри було перенесено на 21 червня 2016 року.

## Сприйняття
| Агрегатор  | Оцінка                   |
| ---------- | ------------------------ |
| Metacritic | (PS4) 38/100 (PC) 36/100 |

| Видання                   | Оцінка |
| ------------------------- | ------ |
| Destructoid               | 3/10   |
| Electronic Gaming Monthly | 5.5/10 |
| Famitsu                   | 36/40  |
| Game Informer             | 5/10   |
| GameRevolution            | [ 25 ] |
| GameSpot                  | 3/10   |
| IGN                       | 3.8/10 |
| Polygon                   | 3/10   |
| VideoGamer.com            | 4/10   |

### Перед випуском
Реакція на гру була загалом негативною. Після презентації гри критики зрівняли її з франшизою Call of Duty та власною грою Capcom Resident Evil: Operation Raccoon City, яка також була сприйнята досить неоднозначно. Енді Чалк з PC Gamer висловив думку, що гра занадто далеко відійшла від франшизи, і вважав її безглуздим доповненням до серії. Ніколас Тан з Game Revolution назвав Umbrella Corps типовим, шаблонним шутером від першої особи, на який начепили обгортку Resident Evil. Стівен Бернс з VideoGamer.com розкритикував малий розмір карт (які він вважає «в цілому досить нудними»). Він описав Umbrella Corps як «чудернацьку мішанину стилів та елементів, які зовсім не пасують одне до одного» і дуже дорогу, як «за надто низьку якість». Однак Майкл МакВертор з Polygon похвалив гру після того, як пограв у неї. Він додав, що вона може запропонувати «швидку» забаву, незважаючи на те, що вона є дещо дивною, і вважає, що вона відповідає своїй вартості. Деякі рецензенти зазначили, що гра зовсім не схожа на Resident Evil. 15 червня 2016 року Famitsu поставили грі оцінку 9/9/9/9 — 36/40.

### Після випуску
Umbrella Corps отримала «незадовільні» відгуки, згідно з агрегатором рецензій Metacritic. Боб Маккі з USGamer дійшов висновку, що «трохи більше ніж через тиждень після релізу Umbrella Corps фактично померла», порівнюючи старі та нові альтернативи, зокрема Overwatch та Left 4 Dead 2.